# Elección al Senado de los Estados Unidos en Minnesota de 2024
La elección al Senado de los Estados Unidos de 2024 en Minnesota se llevaron a cabo el 5 de noviembre de 2024 para elegir a un miembro del Senado de los Estados Unidos por el estado de Minnesota. La senadora demócrata titular de tres mandatos, Amy Klobuchar, fue reelegida con el 60,3 % de los votos en 2018 y anunció que buscaría la reelección, Amy Klobuchar ganó la elección con un 56.30% de los votos.